# Lifetimes
"Lifetimes" é uma canção da cantora americana Katy Perry do seu sétimo álbum de estúdio, 143 (2024). Foi lançada como o segundo single pela Capitol Records juntamente com um videoclipe no dia 8 de agosto de 2024. A canção de Italo house foi inspirada pelo amor de Perry por sua filha. O videoclipe foi filmado nas Ilhas Baleares na Espanha, cujo governo provincial afirmou que a filmagem foi realizada sem autorização e poderia ter causado danos ambientais às dunas altamente protegidas de S'Espalmador. A Capitol Records insistiu que a aprovação havia sido dada anteriormente para gravar imagens lá. "Lifetimes" alcançou respectivamente as posições 7 na Hungria, 40 na República Tcheca e 89 no Reino Unido.

## Composição
Perry co-escreveu "Lifetimes" com LunchMoney Lewis, Rocco Valdes, Ryan Ogren, Sarah Hudson, Theron Thomas, e seus produtores Vaughn Oliver e Dr. Luke. A cantora explicou que a canção é inspirada por sua filha Daisy Dove Bloom: "É engraçado como às vezes você está procurando sua alma gêmea em um parceiro. [...] Para mim, isso veio na forma de Daisy. Eu escrevi 'Lifetimes' sobre ela. Todas as noites, antes de irmos dormir, eu digo: 'Eu te amo', e então pergunto: 'Você me encontrará em cada vida?' e ela diz: 'Sim'." A canção é principalmente uma faixa de Italo house com elementos de pop e dance music.

## Recepção crítica
Callie Ahlgrim do Business Insider descreveu "Lifetimes" como uma canção genérica e formulaica com letras repetitivas, percebendo Perry tentando emular o som de Teenage Dream (2010).

## Vídeo musical

### Sinopse
O vídeo musical, que foi lançado junto com a canção, foi dirigido por Stillz e filmado nas Ilhas Baleares da Espanha. Ele apresenta Perry navegando em um barco ao largo da costa de Ibiza, sendo conduzida por um motociclista em Formentera, e praticando esportes aquáticos com um grupo de pessoas em um biquíni em uma praia antes de dançar com um DJ em uma boate. Durante o vídeo, ela revelou a lista de faixas do 143.

### Investigação
Em 13 de agosto de 2024, o Departamento de Meio Ambiente e Mobilidade do Governo das Ilhas Baleares abriu uma investigação sobre Perry para determinar se o vídeo musical causou danos ambientais nas dunas altamente protegidas de S'Espalmador; alegando que sua equipe de produção não obteve a devida autorização para filmar na área ecologicamente rica. Um porta-voz da gravadora de Perry, Capitol Records, disse à Variety que a equipe de vídeo dela obteve permição de filmagem antes da produção e recebeu "aprovação verbal" da Direção-Geral da Costa e do Mar para filmar nas dunas. A Capitol enfatizou que "cumpriram todas as regulamentações associadas à filmagem nesta área e têm o maior respeito por este local e pelos oficiais encarregados de protegê-lo." Embora o vídeo musical não seja necessariamente um "crime contra o meio ambiente", está sendo tratado como uma infração, já que a filmagem pode ser autorizada com os devidos pedidos.

## Apresentações ao vivo
Perry apresentou a canção em um medley no MTV Video Music Awards de 2024 em 11 de setembro de 2024. Mais tarde naquele mês, ela cantou novamente na final da AFL de 2024, no tempo de entretenimento pré-jogo. Em 8 de dezembro de 2024, ela apresentou a canção no Jingle Bell Ball 2024. 

## Desempenho nas tabelas musicais
| Tabela musical (2024)                         | Melhor posição |
| --------------------------------------------- | -------------- |
| Argentina (Monitor Latino)                    | 5              |
| Áustria (MusicTrace)                          | 43             |
| Belarus (TopHit)                              | 44             |
| Chile (Monitor Latino)                        | 10             |
| Comunidade dos Estados Independentes (Tophit) | 39             |
| Colômbia (Monitor Latino)                     | 10             |
| Costa Rica (Monitor Latino)                   | 3              |
| Croácia (Top lista)                           | 27             |
| Equador (Monitor Latino)                      | 7              |
| El Salvador (Monitor Latino)                  | 4              |
| Estônia (TopHit)                              | 119            |
| Guatemala (Monitor Latino)                    | 19             |
| Japão (Billboard Japan)                       | 7              |
| Letônia (LaIPA)                               | 11             |
| Lituânia (TopHit)                             | 10             |
| México (Monitor Latino)                       | 8              |
| Moldova (TopHit)                              | 184            |
| Nova Zelândia (RMNZ)                          | 11             |
| Nicarágua (Monitor Latino)                    | 18             |
| Panama (PRODUCE)                              | 45             |
| Paraguai (Monitor Latino)                     | 16             |
| Peru (Monitor Latino)                         | 14             |
| Polônia (Polish Airplay Top 100)              | 34             |
| Porto Rico (Monitor Latino)                   | 8              |
| Russia (TopHit)                               | 38             |
| Reino Unido (UK Singles Chart)                | 89             |
| Uruguai (Monitor Latino)                      | 10             |
| Venezuela (Record Report)                     | 42             |

| Tabela musical (2024)              | Melhor posição |
| ---------------------------------- | -------------- |
| Belarus (TopHit)                   | 50             |
| CIS (TopHit)                       | 41             |
| República Tchéquia (Rádio Top 100) | 90             |
| Letônia (TopHit)                   | 1              |
| Lituânia (TopHit)                  | 32             |
| Paraguai (SGP)                     | 96             |